# Faculté de droit et des sciences politiques de Nantes
La Faculté de droit et des sciences politiques de Nantes est une unité de formation et de recherche située sur le campus du Tertre. Elle appartient à l'université de Nantes.

## Historique
L'université ducale de Bretagne est fondée par Bertrand Milon le 4 avril 1460, à l’initiative du duc François II de Bretagne, et ce par une bulle pontificale du pape Pie II, donnée à Sienne,, que l'évêque de Nantes Guillaume de Malestroit promulgua le 21 juillet suivant en qualité de protecteur de la nouvelle institution avec le titre de « chancelier » et la dota 5 000 saluts d'or,.
Par décision royale de 1735, la faculté de droit est transférée à Rennes, siège du parlement de Bretagne.
Elle est recrée en 1966.

## Bâtiments
Les bâtiments de la faculté sont construits entre 1969 et 1970, sur les plans des architectes Louis Arretche et Jean Boquien. En 2014, ils sont labellisés Patrimoine du XXe siècle.

## Personnalités liées

### Doyens de la faculté
- 1968-1970 : Claude Durand-Prinborgne
- 1970      : Michèle Bordeaux
- 1971-1973 : Yves Prats
- Jaume Rossinyol
- 1980-1982 : Jean-Claude Colliard
- 1986-1990 : Jean-Claude Hélin
- 1990-1993 : André-Hubert Mesnard
- 1994-1996 : Jean-Claude Hélin
- Yvon Desdevises
- 1999-2001 : Patrick Chaumette
- 2001-2005 : Raphaël Romi
- 2005-2006 : Grégoire Bigot
- 2006-2008 : Pierre Legal
- 2008-2012 : Gilles Dumont
- 2012-2015 : Véronique Nicolas
- 2015-2016 : Pierre Legal (administrateur)
- 2016-2019 : Antoinette Hastings-Marchadier
- 2019-2024 : Olivier Ménard
- 2024-     : Frédéric Allaire

### Enseignants
- Jean Fournier
- Abel Durand
- Emmanuel du Pontavice
- Jacques Normand
- Yves Prats
- Michèle Bordeaux
- Jean-Claude Hélin
- Jean-Claude Colliard
- Muriel Fabre-Magnan
- Louis Lorvellec
- Armel Pécheul
- André Lucas
- Claude Évin
- Jean-Pierre Mignard
- Jean-Pierre Le Crom
- Pierre Bonin
- Henri Legohérel
- Joseph Martray
- Benoît Pelletier
- Michèle-Laure Rassat
- Nicolas Mateesco Matte
- Loïc Cadiet
- Augustin Emane
- Krzysztof Wojtyczek
- Alain Supiot
- Yann Choucq

### Anciens étudiants
- Paul Desforges-Maillard
- Jacques Floch
- Hervé Louboutin
- Patrick Mahé
- Pascal Praud
- Ivan Rioufol
- Luc Dejoie
- Philippe de Villiers
- Jacques Sauvageot
- Yannick Moreau
- Sylvie Tellier
- Yannick Moreau
- Martine Leguille-Balloy
- Philippe Marsset
- Maurice Quénet
- Jean-Pierre Le Crom
- Pierre-Yves Le Borgn'
- Hugues Fourage
- Martin Parfait Aimé Coussoud-Mavoungou
- Laurianne Deniaud
- Yvon Chotard
- Nicolas Escoulan
- Yacin Elmi Bouh
- Augustin Emane
- Loïc Cadiet
- Dominique Luneau
- Sarah El Haïry